# Марко Перовић (фудбалер, 1984)
Марко Перовић (Косово Поље, 11. јануар 1984) је бивши српски фудбалер. Играо је у везном реду.

## Каријера

### Црвена звезда
Перовићев први клуб је био ФК Косово Поље, затим је био играч Приштине а 2000. године долази у Црвену звезду. За први тим Црвене звезде је дебитовао код тренера Зорана Филиповића, на првенственом мечу у Будви против Могрена током првог дела сезоне 2002/03. Током ове сезоне је као играч са двојном регистрацијом углавном играо Јединство са Уба. Добијао је прилику и повремено у Црвеној звезди, а први гол за црвено-беле је постигао 7. маја 2003. у победи 5:1 над Обилићем на Маракани.
Стандардни члан стартне поставе постао је у сезони 2003/04, када је Звезда под вођством Славољуба Муслина освојила дуплу круну. Те сезоне је био међу најстандарднијим играчима, одиграо је 25 првенствених мечева и постигао три поготка. Пажњу на себе је скренуо на 121. вечитом дербију када је постигао други гол на утакмици која је завршена победом црвено-белих 3:0.
У сезони 2005/06, Звезда је под вођством Валтера Зенге поново освојила дуплу круну, а Перовић је одиграо 24 меча у свим такмичењима и постигао три гола. Поново је скренуо пажњу на себе на 125. вечитом дербију, када је у самом финишу меча у контри ударцем са око 25 метара ставио тачку на Звездину победу за 2:0.
У сезони 2006/07. је поново освојена дупла круна, уз велику предност од 17 бодова у односу на другопласирани Партизан, а Перовић је уписао 25 такмичарских утакмица. У завршници ове сезоне, у мају 2007, доживео је тешку повреду на гостовању апатинској Младости. Перовић је на овом мечу носио капитенску траку, а доживео је попречни прелом обе потколеничне кости десне ноге. Због те повреде је пропустио Европско првенство младих репрезентација 2007. године, као и комплетан први део сезоне 2007/08. Поново је заиграо за Звезду током зимских припрема 2008, на пријатељском мечу са кијевским Динамом.

### Базел
Крајем јануара 2008. одлази на шестомесечну позајмицу у швајцарски Базел. Постигао је гол на дебију у дресу Базела, 9. фебруара 2008. у победи од 3:0 над Ксамаксом. Са Базелом је на крају сезоне 2007/08. освојио дуплу круну. Почетком јуна 2008. швајцарски клуб је саопштио да је потписао уговор са Перовићем до лета 2011. године.
Постигао је гол на првом мечу сезоне 2008/09, у победи од 2:1 над Јанг бојсом, а у наредом колу је поново био стрелац, постигавши победоносни гол на мечу против Грасхопера (1:0). У овој сезони је на 27 одиграних утакмица у Суперлиги Швајцарске постигао осам голова. Поред тога по први пут је заиграо у групној фази Лиге шампиона. У групи са Барселоном, Шахтјором и Спортингом је наступио на три утакмице.
У сезони 2009/10. је наступио само у 1. колу Суперлиге Швајцарске, као и два пута у Лиги Европе. Остатак утакмица је углавном гледао са трибина, па је у марту 2010. напустио Базел и потписао уговор са америчким клубом Њу Ингланд Револушн из Бостона, који се такмичи у МЛС лиги.

### Каснија каријера
Као играч Њу Ингланд Револушна, Перовић је у МЛС лиги током 2010. сезоне одиграо 25 утакмица и постигао шест голова уз три асистенције. Од стране навијача свог клуба је изабран за најбољег играча сезоне. У наредној 2011. сезони је имао проблема са повредом па је забележио тек четири наступа у МЛС лиги.
Током зимског прелазног рока сезоне 2011/12, Перовић се вратио у Црвену звезду, а 16. децембра 2011. је званично потписао уговор на годину и по дана. Перовић је током пролећа 2012. имао проблема и са повредом, па је одиграо само две утакмице. Почео је и припреме за наредну 2012/13. сезону, али је убрзо одстрањен из тима. Перовић је првобитно отишао са клубом на други део припрема на Златибор, али је 6. јула 2012. враћен у Београд. Како су пренели медији, враћен је са припрема због неспоразума око исплате новца. Наводно, само њему, од 28 фудбалера у првом тиму, новац није уплаћен на рачун. Он је због тога пустио меницу противно ургирању људи из управе, јер му је речено да је реч о техничком пропусту. С обзиром да је одбио да повуче меницу, Перовић је одстрањен из тима и враћен у Београд да индивидуално тренира. Убрзо након тога је стављен на трансфер-листу. Током новембра 2012. је раскинуо уговор са Звездом, а наредног месеца потписује за ирански Персеполис.
Крајем августа 2013. се вратио у српски фудбал и потписао уговор са ОФК Београдом. Услед незадовољства минутажом, клуб је напустио већ у новембру исте године. У екипи ОФК Београда је одиграо само три утакмице и на терену провео свега 180 минута. Последњи пут је у игри био 26. октобра у мечу са Војводином када је замењен већ на полувремену. Током пролећа 2014. је играо на Тајланду за екипу Чајнат Хорнбил.
У августу 2014. се поново враћа у српски фудбал и потписује за Раднички 1923. Одиграо је девет суперлигашких утакмица за Раднички током јесењег дела сезоне 2014/15, да би у децембру 2014. отишао у Малезију где је потписао за Симе Дарби. Током 2016. је играо за бразилског нижелигаша Операрио, а почетком наредне године прелази у клуб Саут Чајна из Хонг Конга. Последњи ангажман је имао у Кини.

## Репрезентација
Перовић је био члан младе репрезентације, прво државне заједнице Србије и Црне Горе а потом и самосталне Србије. Добијао је повремено шансу у квалификацијама за Европско првенство 2006. у Португалу, али се одлуком селектора Драгана Окуке није нашао на коначном списку играча који путују на ово првенство. Код наредног селектора Мирослава Ђукића је такође играо у квалификацијама, али је због повреде коју је зарадио у мају 2007. играјући за Црвену звезду, пропустио Европско првенство 2007. у Холандији, на којем је Србија у финалу поражена од Холандије.

## Трофеји

### Црвена звезда
- Прва лига СЦГ / Суперлига Србије (3) : 2003/04, 2005/06, 2006/07.
- Куп СЦГ / Куп Србије (4) : 2003/04, 2005/06, 2006/07, 2011/12.

### Базел
- Суперлига Швајцарске (1) : 2007/08.
- Куп Швајцарске (1) : 2007/08.